# Ancistrus bolivianus
Az Ancistrus bolivianus a sugarasúszójú halak (Actinopterygii) osztályának harcsaalakúak (Siluriformes) rendjébe, ezen belül a tepsifejűharcsa-félék (Loricariidae) családjába tartozó faj.

## Előfordulása
Az Ancistrus bolivianus Dél-Amerikában fordul elő. A bolíviai Beni-, Madre de Dios- és Mamoré-folyómedencék lakója.

## Megjelenése
Ez a halfaj legfeljebb 8,8 centiméter hosszú.

## Életmódja
A trópusi édesvizeket kedveli. A víz fenekén él és keresi a táplálékát.